# 1958

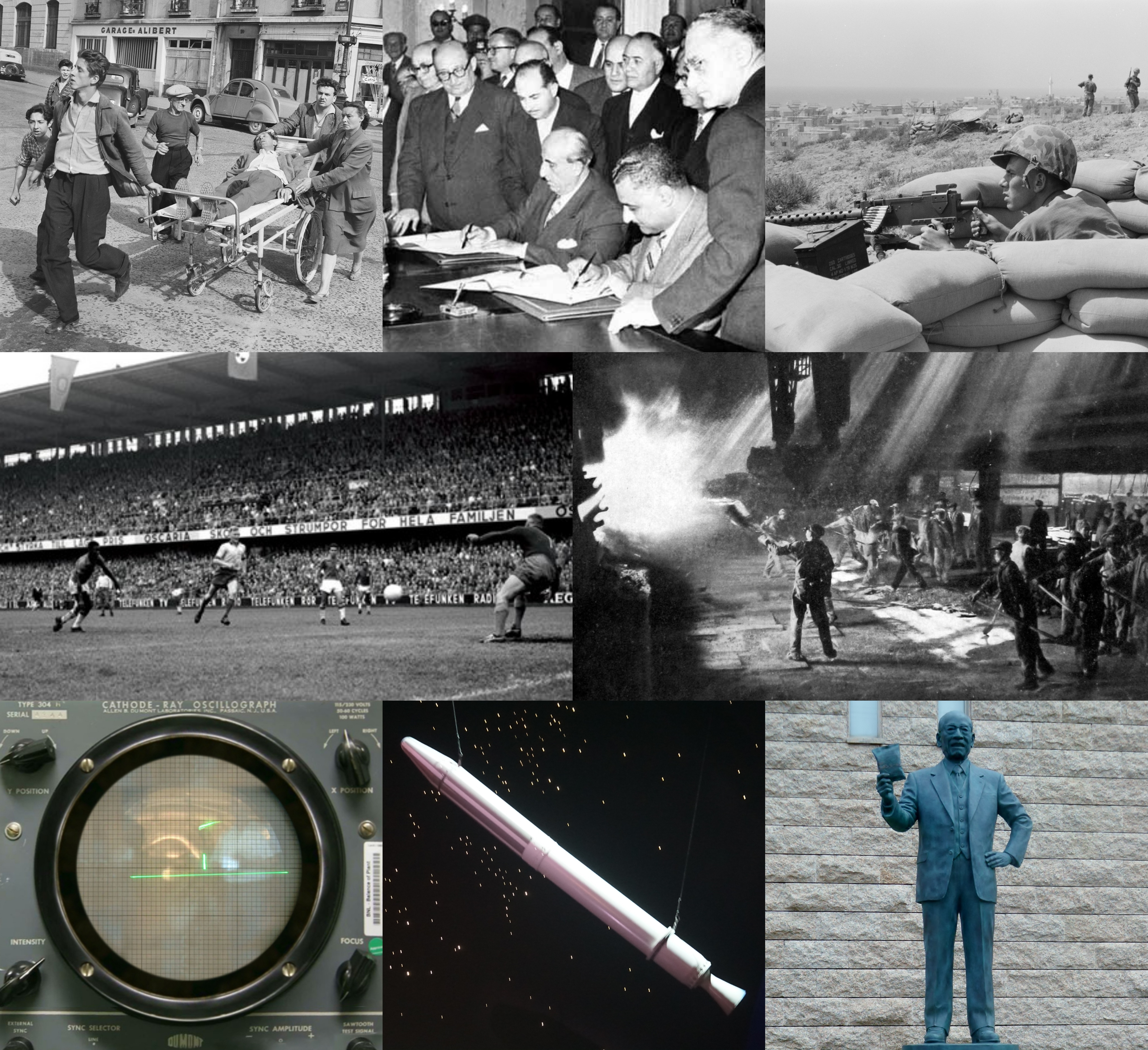

1958 (MCMLVIII) là một năm thường bắt đầu vào Thứ tư của lịch Gregory, năm thứ 1958 của Công nguyên hay của Anno Domini, the năm thứ 958  của thiên niên kỷ 2, năm thứ 58  của thế kỷ 20, và năm thứ  9   của thập niên 1950. 

## Sự kiện

### Tháng 1
- 1 tháng 1: Cộng đồng Kinh tế châu Âu được thành lập.
- 3 tháng 1: Liên bang Tây Ấn được thành lập.
- 21 tháng 1: Tại Venezuela nhân dân khởi nghĩa chống chính quyền.

### Tháng 2
- 1 tháng 2: Thành lập nước UAE.

### Tháng 5
- 7 tháng 5: Mao Trạch Đông mở hội nghị lên kế hoạch chế tạo vệ tinh.

### Tháng 8
- 23 tháng 8: Bùng phát cuộc  khủng hoảng eo biển Đài Loan lần 2

### Tháng 11
- 5 tháng 11: Thành lập nền cồng hòa thứ 5 tại Pháp

## Sinh

### Tháng 1
- 1 tháng 1: Ý Lan, ca sĩ người Mỹ gốc Việt tại hải ngoại
- 23 tháng 1: Trương Thị Mai, Ủy viên Bộ Chính trị khóa XII, XIII, Trưởng Ban Tổ chức Trung ương Đảng Cộng sản Việt Nam từ 8/4/2021, Đại biểu Quốc hội Việt Nam khóa X, XI, XII, XIII, XIV, XV

### Tháng 2
- 1 tháng 2: Lương Gia Huy, diễn viên Hồng Kông
- 27 tháng 2: Bảo Yến, nữ ca sĩ Việt Nam

### Tháng 3
- 10 tháng 3: Sharon Stone, nữ diễn viên điện ảnh Mỹ
- 28 tháng 3: Trần Bình Minh, Ủy viên Ban Chấp hành Trung ương Đảng Cộng sản Việt Nam khóa XII, nguyên Bí thư Đảng ủy, nguyên Tổng giám đốc Đài Truyền hình Việt Nam, Đại biểu Quốc hội Việt Nam khóa XIII, thuộc đoàn đại biểu Bạc Liêu

### Tháng 4
- 24 tháng 4: Trần Đăng Khoa, nhà thơ, nhà báo Việt Nam
- 29 tháng 4: Michelle Pfeiffer, nữ diễn viên Mỹ

### Tháng 5
- 3 tháng 5: Quan Cúc Anh, ca sĩ và diễn viên Hồng Kông
- 6 tháng 5: Vũ Viết Ngoạn
- 24 tháng 5: Nguyễn Hòa Bình, Ủy viên Bộ Chính trị khóa XIII, Chánh án Tòa án Nhân dân Tối cao từ 8/4/2016.

### Tháng 6
- 7 tháng 6: Prince, ca sĩ Mỹ (m. 2016)
- 18 tháng 6: Miêu Kiều Vỹ, diễn viên Hồng Kông

### Tháng 7
- 2 tháng 7: Đặng Thái Sơn, nghệ sĩ piano người Canada gốc Việt
- 28 tháng 7: Terry Fox, một nhà hoạt động nhân đạo và vận động viên người Canada người Canada (m.1981)

### Tháng 8
- 15 tháng 8: Chí Tài, nghệ sĩ người Việt Nam (m.2020)
- 16 tháng 8: Madonna, ngôi sao ca nhạc Mỹ
- 25 tháng 8: Phan Đình Trạc, Ủy viên Bộ Chính trị khóa XIII, Trưởng Ban Nội chính Trung ương Đảng Cộng sản Việt Nam từ 27/2/2016.
- 29 tháng 8: 
  - Michael Jackson: ngôi sao ca nhạc Mỹ (m. 2009)
  - Mick Harvey, nhạc sĩ, nhà soạn nhạc và nhà sản xuất thu âm người Úc

### Tháng 9
- 7 tháng 9: Trần Bách Cường, ca sĩ và diễn viên Hồng Kông (m. 1993)
- 10 tháng 9: Chris Columbus, nhà làm phim người Mỹ gốc Ý
- 22 tháng 9: Joan Jett, tay guitar rock, ca sĩ, nhạc sĩ, nhà sản xuất và diễn viên người Mỹ
- 29 tháng 9: Thang Trấn Nghiệp, diễn viên Hồng Kông

### Tháng 10
- 10 tháng 10: Tanya Tucker, ngôi sao ca nhạc Mỹ
- 20 tháng 10: Trần Tú Châu, diễn viên Hồng Kông
- 29 tháng 10: Stefan Dennis, diễn viên Australia
- 30 tháng 10: Bảo Phúc, nhạc sĩ người Việt Nam (m. 2009)

### Tháng 11
- 15 tháng 11: Khương Dục Hằng, ca sĩ người Đài Loan
- 22 tháng 11: Jamie Lee Curtis, nữ diễn viên Mỹ
- 30 tháng 11: Stacey Q, ngôi sao ca nhạc Mỹ

### Tháng 12
- 10 tháng 12:
  - Phạm Minh Chính, Trung tướng Công an Nhân dân Việt Nam, Ủy viên Bộ Chính trị khóa XII, XIII, Thủ tướng Chính phủ nước CHXHCN Việt Nam
  - Vũ Linh, nghệ sĩ ưu tú, nghệ sĩ cải lương người Việt Nam (m. 2023)
  - Lê Vân, nghệ sĩ múa ballet, diễn viên điện ảnh.
  - Lê Kiên Trung, Thiếu tướng Công an nhân dân, con trai của Tổng Bí thư Lê Duẩn

### ?
- Đào Hải, họa sĩ manga người Việt Nam, tác giả bộ tranh truyện Tý Quậy (m. 2014)

## Mất

### Tháng 7
- 1 tháng 7 - Rudolf von Laban, biên đạo múa người Anh gốc Áo-Hung (s. 1879)[1]

### Tháng 8
- 14 tháng 8 - Frédéric Joliot-Curie, nhà vật lý người Pháp (s. 1900)

## Giải Nobel
- Vật lý - Pavel Alekseyevich Cherenkov, Ilya Mikhailovich Frank, Igor Yevgenyevich Tamm
- Hóa học - Frederick Sanger
- Y học - George Wells Beadle, Edward Lawrie Tatum, Joshua Lederberg
- Văn học - Boris Leonidovich Pasternak
- Hòa bình - Georges Pire